# 環保大道

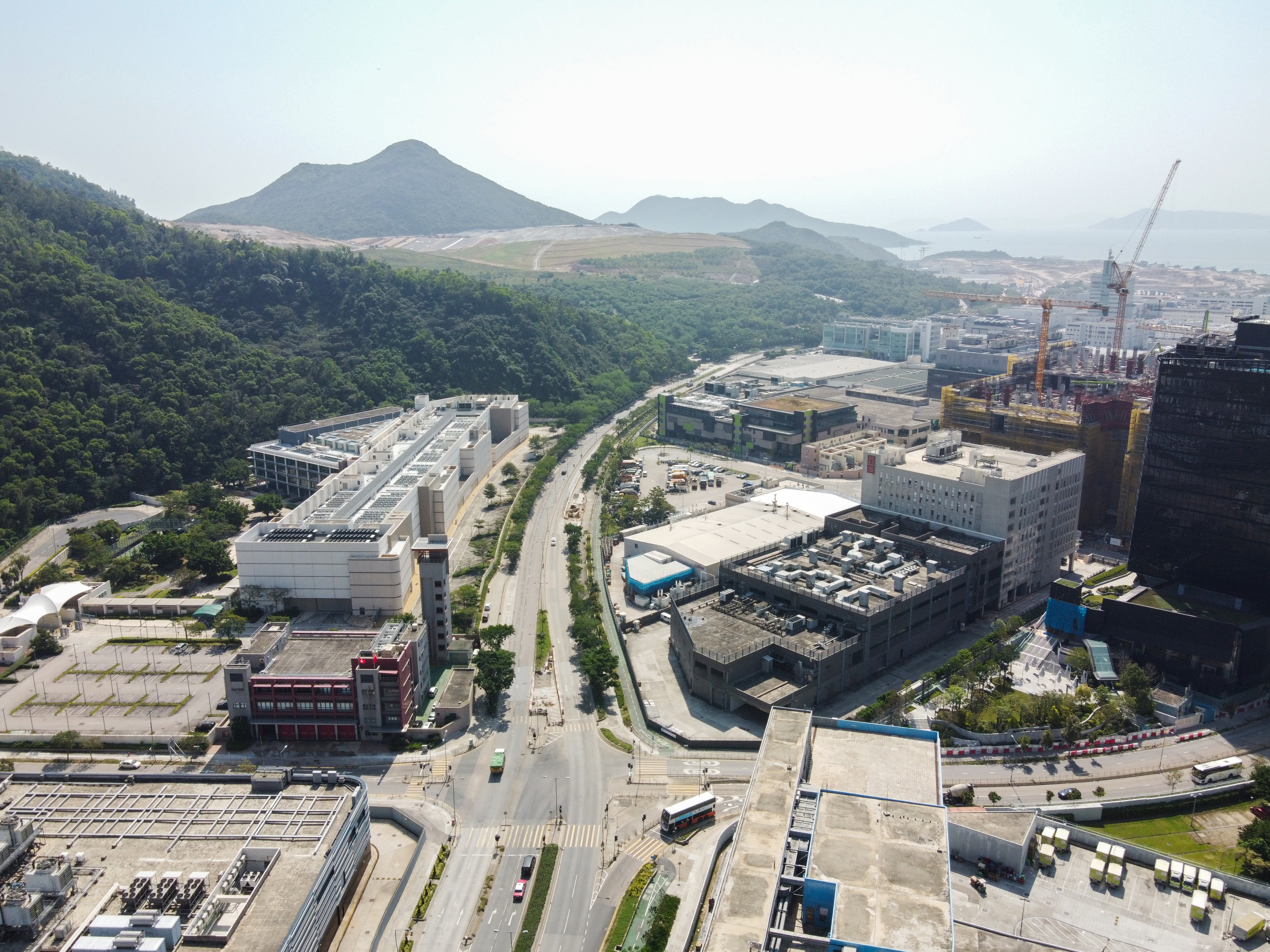
環保大道往將軍澳工業邨南部

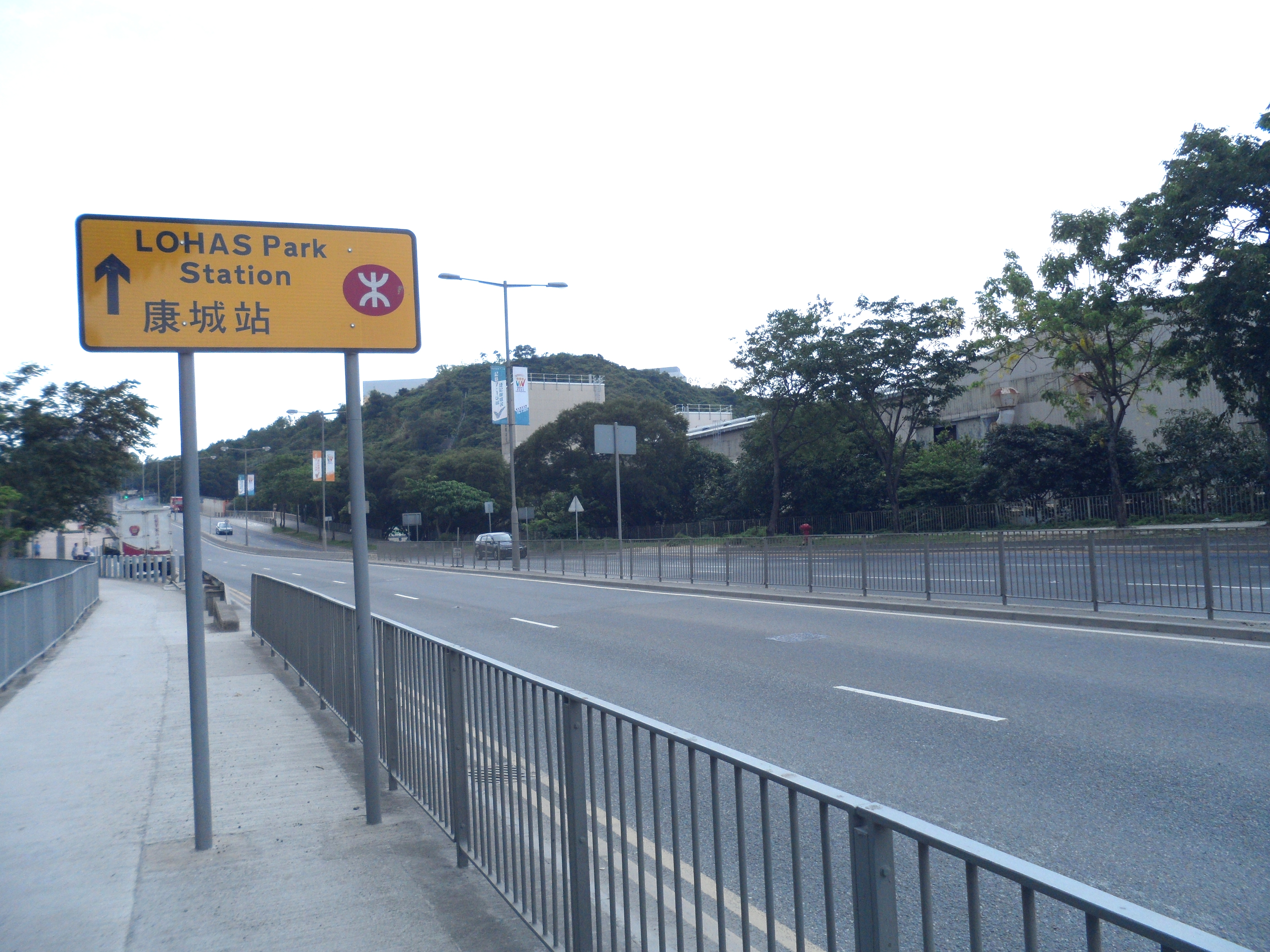
環保大道往港鐵康城站方向路段

環保大道（英語：Wan Po Road）是香港新界西貢區將軍澳新市鎮的一條道路，北端與將軍澳隧道公路連接，延伸至南端位於清水灣半島西岸的將軍澳工業邨南部為止，全長約5.2公里。
環保大道由將軍澳隧道公路連接處至橫跨昭信路迴旋處的行車天橋的一段約500米路段是7號幹線的範圍，該行車天橋更為7號幹線的起點。環保大道更與將軍澳跨灣連接路交匯，通往6號幹線。
環保大道是將軍澳新市鎮內少數允許新界的士途經的道路，但其南面與石角路交界是新界的士營運範圍的界線，新界的士不能直行往將軍澳工業邨，也不能右轉往日出康城，只能左轉往石角路。

## 歷史
環保大道本來是坑口道的一部份。在發展將軍澳新市鎮期間，需要進行大量填海工程，位於清水灣半島西岸的坑口道是進入填海區的主要道路，又配合坑口新填地的發展，有關當局便把新市鎮範圍內的坑口道易名，先把現時明德邨對開一段改稱為昭信路，餘下未進行路面重整的路段改稱為環保大道。當時環保大道（坑口道）的南端則在現時石角路的位置。
坑口一帶道路建設漸漸成形，原本位於現時煜明苑和新寶城對開的環保大道被拉直，並且與昭信路併合。1993年環保大道的起點移至現時將軍澳運動場以東的迴旋處，其後配合將軍澳隧道公路與寶順路的迴旋處重建，環保大道的起點向西北延伸至今日的位置；而南端的盡頭則在90年代中期發展將軍澳工業邨時被大幅延長至新界東南堆填區的西面，將來仍有被延長的機會，並有可能會與大坳門路連接，以讓將軍澳居民更容易前往清水灣泳灘。

## 交匯道路

### 非7號幹線路段
- 駿宏街
- 新界東南堆填區通道
- 駿日街
- 環澳路
- 日出大道
- 石角路
- 康城路
- 百勝角路
- 蓬萊徑
- 蓬萊路

### 7號幹線路段
| 環保大道                                                  | 環保大道 | 環保大道                                                  |
| --------------------------------------------------------- | -------- | --------------------------------------------------------- |
| 東行（將軍澳方向）                                        | 出口編號 | 西行（葵涌方向）                                          |
| 連接環保大道、蓬萊路                                      |          |                                                           |
| 環保大道終點                                              |          | 環保大道起點                                              |
| 西貢、將軍澳市中心（尚德）、坑口 寶邑路、昭信路、環保大道 | 1        | 西貢、將軍澳市中心（尚德）、坑口 寶邑路、昭信路、環保大道 |
| 不適用                                                    | 2        | 將軍澳市中心（尚德）、調景嶺、寶林 寶康路、寶順路         |
| 環保大道起點                                              |          | 環保大道終點                                              |
| 連接將軍澳隧道公路                                        |          |                                                           |

## 沿線建築物
- 常寧遊樂場
- 香港單車館
- 香港單車館公園
- 將軍澳運動場
- 清水灣半島 (住宅)
- 邵氏影城
- 捷和鋼鐵廠
- 日出康城
- 港鐵將軍澳車廠
- 大赤沙消防局
- 滙豐數據中心
- 新界東南堆填區
- 電視廣播城
- 香港電視娛樂ViuTV
- MEGA Plus 數據中心

## 外部連結
- 環保大道衛星地圖 （页面存档备份，存于）

| 论 编 | 香港7號幹線 |  |
| |             |  |
| 環保大道 – 將軍澳隧道公路 – 將軍澳隧道 – 將軍澳道 – 鯉魚門道 – 觀塘道（包括雅麗道天橋及觀塘道下通道） – 彩虹交匯處 – 龍翔道 – 呈祥道 |             |  |
| |             |  |

1. ↑  .   [2024-08-31]. （原始内容存档于2024-08-31）.
2. ↑  .   [2024-08-31]. （原始内容存档于2024-08-31）.
3. ↑  .   [2024-08-31]. （原始内容存档于2024-08-31）.